# Brande Roderick
Brande Nicole Roderick (Novato, California; 13 de junio de 1974) es una modelo y actriz estadounidense, conocida por sus apariciones en Baywatch y Playboy.

## Vida personal
Roderick, nació el 13 de junio de 1974 en Novato, California. En agosto de 2006, se comprometió con Glenn Cadrez, un linebacker de la NFL, que jugó 11 temporadas para los Denver Broncos, los New York Jets y los Kansas City Chiefs. La pareja se casó en junio de 2007 y tuvieron su primer hijo en marzo de 2010.

## Carrera
En 2000, Roderick actuó, interpretando a Leigh Dyer, en la serie de televisión Baywatch. Fue la Playboy Playmate de abril de 2000, y fue elegida por los lectores como Playmate de Año 2001, Suscitando cierta polémica, ya que por esos tiempos era una de las siete novias del dueño de la revista Hugh Hefner, de hecho muchos lectores aún antes de saber los resultados preveían que Brande sería la ganadora. En 2003, actuó en la película de Bollywood Out of Control, como la esposa estadounidense de un hombre indio. 
Algunas otras apariciones en películas incluyen; Starsky & Hutch, Snoop Dogg's Hood of Horror, Club Wild Side 2 y The Nanny Diaries. Además, ha aparecido, como estrella invitada, en algunas series de televisión como;  Joey, The Parkers, Just Shoot Me!, Fear Factor y Beverly Hills, 90210.
A partir de 2008, Roderick tuvo una empresa de contactos por internet llamada Financially Hung,  que ella describió como «MySpace para adultos».